# Loriculus exilis
Loriculus exilis е вид птица от семейство Psittaculidae. Видът е почти застрашен от изчезване.

## Разпространение
Видът е разпространен в Индонезия.